# Asarum splendens
Asarum splendens es una especie de planta perteneciente a la familia Aristolochiaceae. Es originaria de China. 

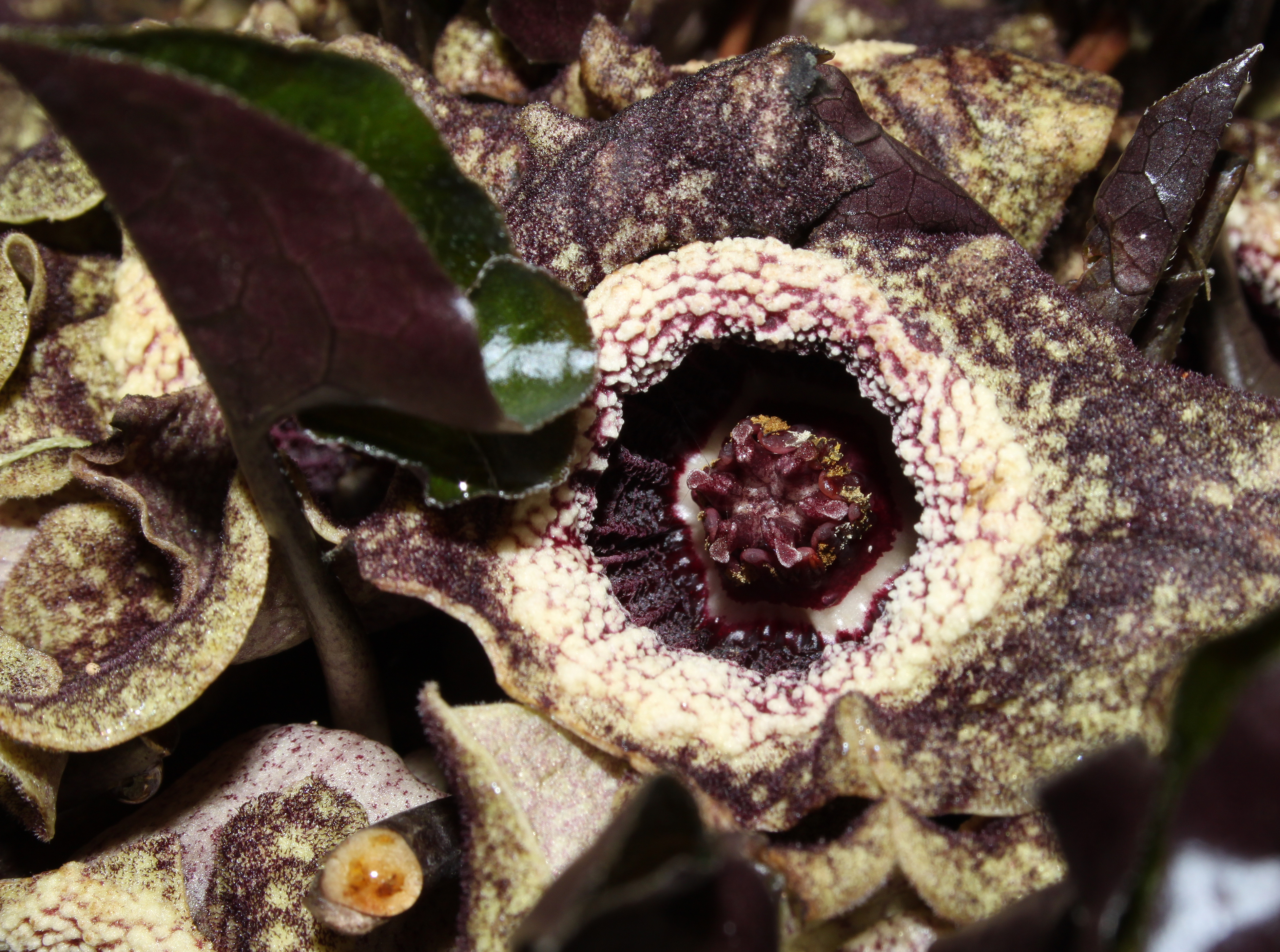
Detalle de la flor

## Descripción
Son hierbas con rizomas horizontales, de 2-3 mm de diámetro. Entrenudos, de. 1,5 cm. Hojas solitarias; pecíolo 8-16 cm, glabros; lámina de la hoja adaxialmente con manchas blancas, ovado-cordadas o casi hastadas de 6-10 × 5-9 cm, superficie abaxial glabra, superficie adaxial escasamente pubescentes junto a vena media, base auriculada a subcordada, lóbulos laterales 2-3.5 × 2-3.5 cm, ápice agudo. Pedúnculo recurvados, de 1 cm. Cáliz verde violáceo, acampanado, 2-3 x 2,5-3 cm; sépalos connados. Fl. Abril-mayo.

## Distribución y hábitat
Se encuentra en los matorrales, pastizales, laderas montañosas húmedas; a una altitud de 800-1300 metros en Guizhou, Hubei, Sichuan y Yunnan.

## Taxonomía
Asarum splendens fue descrita por (F.Maek.) C.Y.Chen & C.S.Yang  y publicado en Flora Reipublicae Popularis Sinicae 24: 180, pl. 40, f. 1–6. 1988.
Sinonimia
- Asarum chingchengense C.Y.Chen & C.S.Yang
- Heterotropa splendens F. Maek.[3]